# Ezio Varisco
Ezio Varisco, (nacido el 28 de abril de 1914 en Trieste, Italia y fallecido en el año 1942 en Libia) fue un jugador de baloncesto italiano. Fue medalla de plata con Italia en el Eurobasket de Letonia 1937.

## Palmarés
- LEGA: 2

Ginnastica Triestina : 1932, 1934
- Datos: Q3736428